# Burnie
Burnie é uma cidade portuária no noroeste da Tasmânia, na Austrália. Juntamente com a cidade de Devonport, é considerada o principal centro regional do noroeste da Tasmânia.

## Geografia
Burnie está localizada na parte ocidental da costa norte da ilha da Tasmânia, às margens do Estreito de Bass, que separa a Tasmânia da Austrália continental. Os limites da cidade de Burnie geralmente incluem a vila vizinha.
O porto de Burnie está localizado na pequena Baía Emu. Um pouco a leste do porto, o Rio Emu deságua na baía.

## História
O primeiro assentamento no local da moderna cidade de Burnie surgiu em 1827 com o nome de Emu Bay. No início da década de 1840, a cidade foi renomeada para Burnie, em homenagem a William Burnie, diretor da VDL Groep.

## Demografia
De acordo com o Censo de 2016, a população da área urbana de Burnie era de 19 385 habitantes. A idade média dos residentes de Burnie era de 41 anos  .
| 1996   | 2001   | 2006   | 2011   | 2016   |
| ------ | ------ | ------ | ------ | ------ |
| 19 134 | 18 064 | 19 160 | 19,819 | 19 385 |

## Transporte
Uma rodovia atravessa Bernie A Bass, que a conecta a outras cidades da costa norte da Tasmânia tem 29 km até Ulverstone, 48 km até Devonport e 147 km até Launceston .

O Aeroporto de Burnie fica a aproximadamente 20 km a oeste do centro da cidade, e por isso às vezes é chamado de Aeroporto Burnie Wynyard. A Regional Express Airlines opera voos de Burnie para Melbourne.

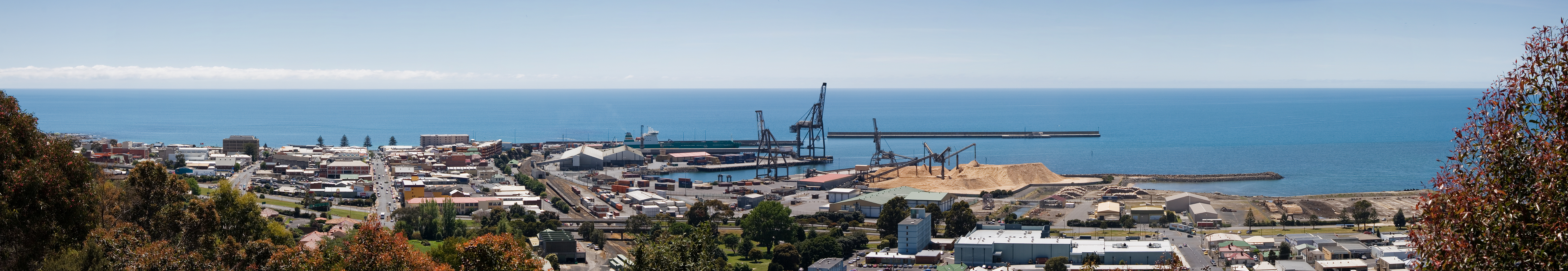
Vista da parte central e do porto da cidade de Bernie

## Economia
A economia de Burnie foi durante muito tempo moldada pelas suas indústrias-chave de fabrico pesado, silvicultura e agricultura, com o Porto de Burnie a desempenhar um papel central. Historicamente, o porto tornou-se o principal centro de exportação de minerais da costa oeste da Tasmânia após a inauguração do caminho de ferro de Emu Bay em 1897, cimentando o estatuto de Burnie como centro industrial. A ferrovia e o porto serviram como espinha dorsal da indústria inicial de Burnie, impulsionando o crescimento e o desenvolvimento da cidade.
A silvicultura desempenhou um papel fundamental no desenvolvimento da cidade a partir de 1938. A fundação da fábrica de papel e celulose representou um marco industrial significativo para Burnie e para o país.